# تینا لاتانتسی
تینا لاتانتسی (ایتالیایی: Tina Lattanzi؛ ‏ ۵ دسامبر ۱۸۹۷ – ۲۵ اکتبر ۱۹۹۷) بازیگر و صداپیشه اهل ایتالیا بود.
از فیلم‌ها یا برنامه‌های تلویزیونی که وی در آن نقش داشته‌است، می‌توان به صومعه پارم، یوزپلنگ، آنا، گذرنامه سرخ و رستاخیز اشاره کرد.